# Bill Dobbins
Bill Dobbins (1943) è un fotografo statunitense, specializzato nella fotografia del culturismo e fitness.
Dobbins è conosciuto principalmente per aver lavorato con le culturiste e ha pubblicato due libri The Women e Modern Amazons.
Dobbins ha collaborato con Ben Weider e organizzazioni di culturismo come l'IFBB e NPC. Inoltre, è anche autore e scrittore di riviste per l'allenamento. Ha collaborato con Arnold Schwarzenegger scrivendo diversi libri tra cui Arnold's Bodybuilding For Men e The New Encyclopedia of Modern Bodybuilding.

## Carriera
Dopo aver lavorato in Europa, principalmente nell'industria musicale, Dobbins tornò negli Stati Uniti lavorando come produttore radiofonico nella WNBC e WABC a New York. Si trasferì poi in California dove entrò a far parte della Gold's Gym. In quel periodo incontrò molti culturisti come Arnold Schwarzenegger lavorando a livello promozionale nella Gym. Ciò suscitò interesse a Joe Weirder e Dobbins iniziò a scrivere per la rivista mensile Muscle & Fitness.